# 575
575 је била проста година.

## Догађаји
- Википедија:Непознат датум — Битка код Мелитене (575)

- Франци под Сигибертом I гоне његовог полубрата Хиперика I и освајају градове Поатје и Турне. Док су га племићи прогласили новим краљем Неустрије, Сигиберта су у Витри-ен-Артоа (Северна Галија) убили Фредегундови најамници.
- Чилдеберт II је наследио свог оца Сигиберта I на месту краља Аустразије. Његова мајка Брунхилда постаје регент и тражи заштиту од Гунтрама, краља Бургундије. Он усваја Чајлдеберта као сопственог сина и наследника. Група франачких аристократа влада Аустразијом.
- Визиготи под краљем Лиувигилдом нападају Свебско краљевство (Северна Шпанија). Мешани бракови између Гота и не-Гота су дозвољени у Визиготском краљевству.
- Конвенција Друима Цета: Ирски краљеви расправљају о односу између њих и краља Аедана Мак Габраина од Дал Риате. Ирска колонија (данас западна Шкотска) је потврђена, а владари су договорили право на порезе и дажбине.
- Англосаксонско краљевство Источна Англија подељено је на енглеске округе Норфолк и Сафолк, а можда и на источни део Кембриџшир Фенса.
- Византијско-сасанидски рат: Византијска војска под командом Маврикија протерује Персијанце из Каподокије (савремена Турска) и јача византијски положај у кавкаској Албанији.
- Александар од Трала, грчки лекар, пише „Либри дуодецим де ре Медица“.
- Тарду је наследио свог оца Истамија, на месту гувернера (иабгу) западно-турског каганата (средња Азија).
- 2. јун – Папа Бенедикт I наследио је папу Јована III као 62. римски епископ.